# Adler's Appetite
Adler's Appetite, daarvoor Suki Jones, was een Amerikaanse rockband uit Los Angeles, Californië, opgericht in 2003. Bij de split in 2011 werd de band gevormd door Patrick Steen (zang), Michael Thomas (gitaar), Lonnie Paul (gitaar), Chip Z'nuff (bas) en Steven Adler (drums, percussie). De band bracht naast origineel materiaal covers van Adler's vorige band Guns N 'Roses, voornamelijk nummers van het album Appetite for Destruction.

## Ep's
- Adler's Appetite (2005)
- Alive (2012)